# Jeroen Willems
Jeroen Willems (15. listopadu 1962 Maastricht – 3. prosince 2012 Amsterdam) byl nizozemský divadelní a filmový herec a zpěvák.

## Životopis
Jeroen Willems se narodil 15. listopadu 1962 v Maastrichtu a vystudoval Maastrichtskou akademii dramatických umění (Toneelacademie Maastricht).
Stal se členem divadelní společnosti Theatergroep Hollandia, kde hrál v představeních La Musica (1991), Twee Stemmen (1997) a La Musica Twee (2003). Hrál také s dalšími společnostmi jako Het Zuidelijk Toneel/Hollandia, Het Nationale Toneel a vlámská společnost De Tijd. Se společností Oostpool hrál v muzikálu Brel, de zoete oorlog, kde nazpíval několik písní Jacquesa Brela přeložené do nizozemštiny. V dubnu 2010 hrál hlavní roli v představení La Commedia v Carnegie Hall v New Yorku.
Vedle divadla se objevoval též ve filmu a televizi. V roce 1991 hrál v televizním seriálu Bij nader inzien, následovaly seriály Tijd van leven (1996), Wij, Alexander (1998), Bij ons in de Jordaan (2000), Stellenbosch (2007), Bellicher (2010), De Troon (2010) v roli krále Viléma II. a Lijn 32 (2012).
Hrál ve filmech Nynke (2001) nizozemského politika Pietera Jellese Troelstra, De passievrucht (2003), Dannyho parťáci 2 (2004), Simon (2004), Zomerhitte (2008), Komt een vrouw bij de dokter (2009), Majesteit (2010) roli prince Clause, Cop vs. Killer (2012).
Jeroen Willems zemřel nečekaně na srdeční selhání dne 3. prosince 2012 během příprav na 125. výročí královského Theatre Carré v Amsterdamu. Představení, kterého se měla účastnit též královna Beatrix, bylo z tohoto důvodu zrušeno.
Willems se rovněž nedožil premiér tří filmů, které natočil během roku 2012, a které měly premiéru v následujícím roce – Tula: The Revolt, Boven is het stil a De wederopstanding van een klootzak, který zahajoval Mezinárodní filmový festival v Rotterdamu.
Posmrtně byl rovněž v lednu 2013 odvysílán televizní seriál De ontmaskering van de Vastgoedfraude s Willemsem v hlavní roli.

## Ocenění
- 2004 cena Mary Dresselhuys Prijs pro nejlepšího nizozemského divadelního herce
- 2004 divadelní cena Louis d'Or za role v dramatech La Musica Twee a Brel
- 1999 a 2001 nominován na cenu Gouden Kalf
- 2010 cena Gouden Kalf v kategorii nejlepší herec ve vedlejší roli (film Majesteit)
- 2012 cena Gouden Kalf v kategorii nejlepší herec v hlavní roli (film Cop vs. Killer)